# Liste der Kulturdenkmäler in Kirchwald
In der Liste der Kulturdenkmäler in Kirchwald sind alle Kulturdenkmäler der rheinland-pfälzischen Ortsgemeinde Kirchwald aufgeführt. Grundlage ist die Denkmalliste des Landes Rheinland-Pfalz (Stand: 27. Oktober 2023).

## Einzeldenkmäler
| Bezeichnung                      | Lage                               | Baujahr | Beschreibung                                                 | Bild                                    |
| -------------------------------- | ---------------------------------- | ------- | ------------------------------------------------------------ | --------------------------------------- |
| Wegekreuz                        | Hauptstraße                        | um 1700 | Wegekreuz, um 1700                                           | Fotos hochladen                         |
| Wegekreuz                        | Hauptstraße, bei Nr. 12 Lage       | 1705    | Wegekreuz, Nischentyp, bezeichnet 1705                       | Fotos hochladen                         |
| Hofanlage                        | Hauptstraße 35 Lage                | 1722    | Streckhof, 1722                                              | BW                                      |
| Wegekreuz                        | Hauptstraße, bei Nr. 38 Lage       | 1766    | Wegekreuz, bezeichnet 1766                                   | BW                                      |
| Katholische Kirche St. Dionysius | Hauptstraße 42 Lage                | 1906/07 | neuromanischer Saalbau, 1906/07, Architekt Peter Marx, Trier | weitere Bilder Fotos hochladen          |
| Kreuz                            | Kirchstraße, auf dem Friedhof Lage | 1704    | Kreuz, bezeichnet 1704                                       | BW                                      |
| Wegekreuz                        | außerhalb des Ortes                |         | Wegekreuz, Nischentyp, bezeichnet 1627                       | Direkt Bild zu diesem Denkmal hochladen |
| Wegekreuz                        | östlich des Ortes                  | 1710    | Wegekreuz, bezeichnet 1710                                   | Direkt Bild zu diesem Denkmal hochladen |
| Wegekreuz                        | östlich des Ortes                  | 1683    | Wegekreuz, Nischentyp, bezeichnet 1683                       | Direkt Bild zu diesem Denkmal hochladen |